# Gornji Dobretin
Gornji Dobretin es una localidad de Croacia en el municipio de Dvor, condado de Sisak-Moslavina.

## Geografía
Se encuentra a una altitud de 264 m s. n. m. a 128 km de la capital nacional, Zagreb.

## Demografía
En el censo 2011, el total de población de la localidad fue de 9 habitantes.